# Mury miejskie

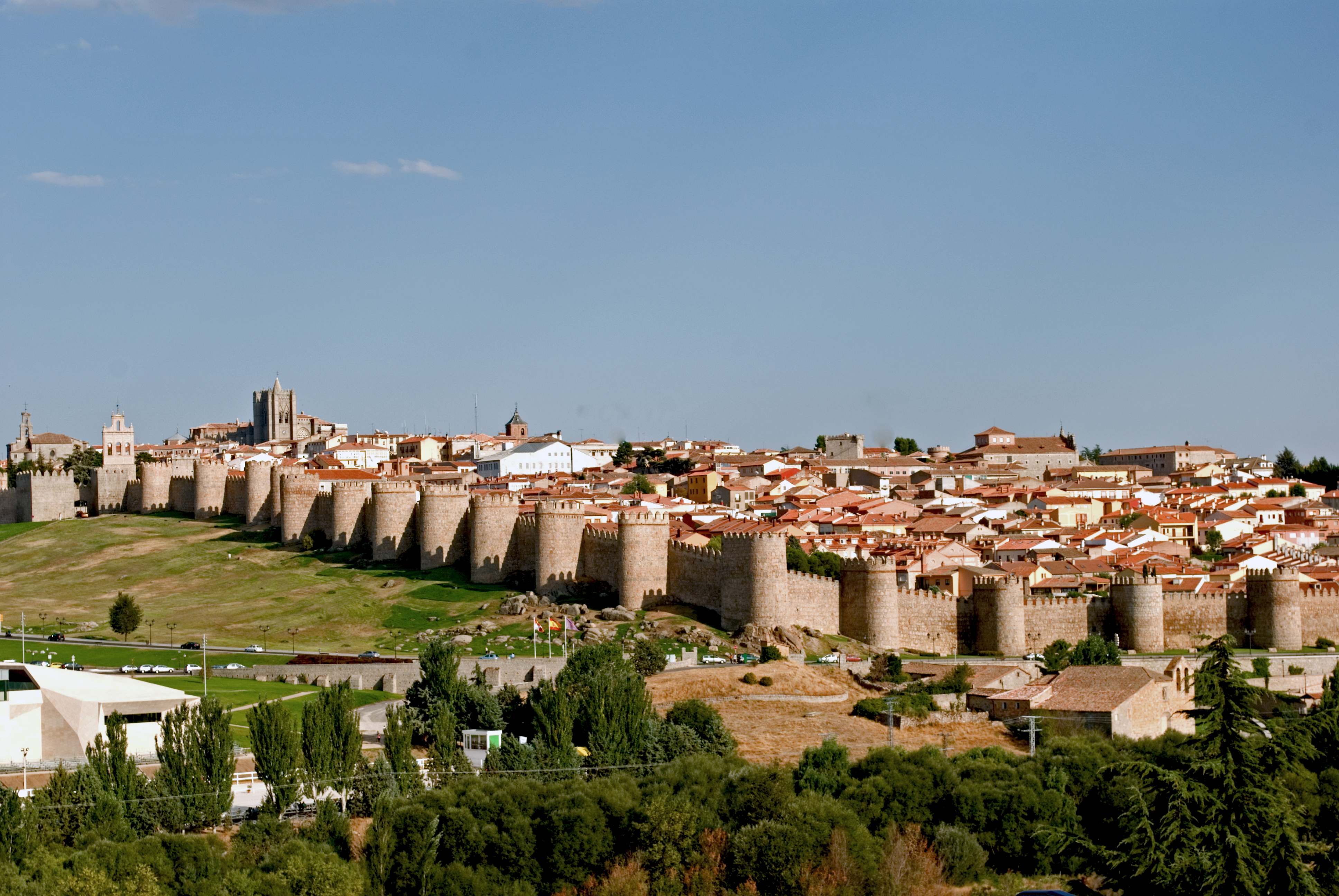
Mury miejskie w Ávili

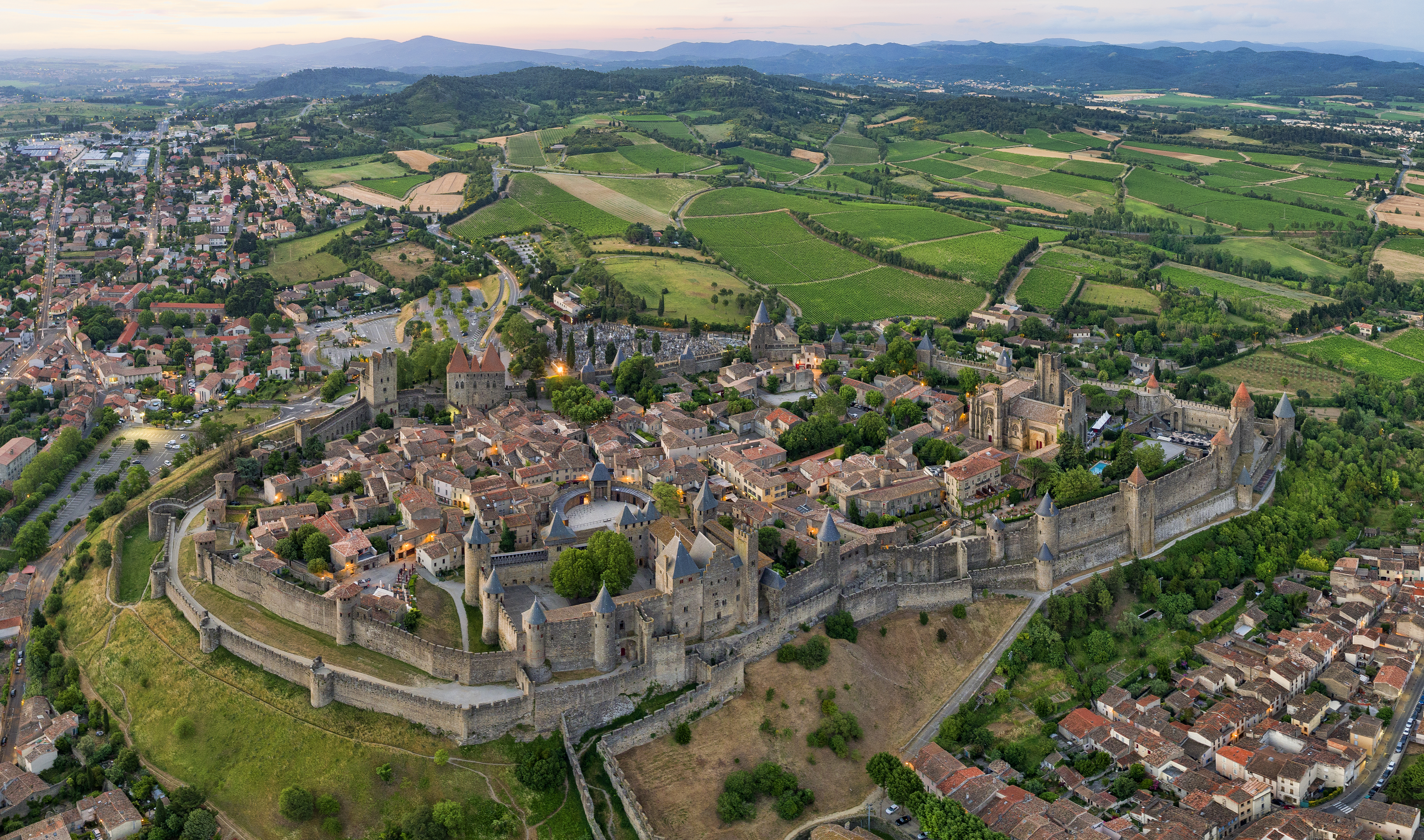
Mury miejskie w Carcassonne

Mury miejskie – zespół murów obronnych (często wraz z innymi fortyfikacjami) otaczających dawniej miasta, chroniąc je przed atakami z zewnątrz.

## Historia

### Początki
Pierwsze mury miejskie budowano już w okresie starożytnym. Do historii przeszły mury takich miast jak Babilon, Jerycho czy Troja. Warto tu też wymienić słynne Długie Mury osłaniające Ateny podczas wojny peloponeskiej. Mury starożytnych miast greckich i Bliskiego Wschodu budowane były zazwyczaj z nieciosanych wielkich bloków kamiennych, kładzionych jeden na drugim (Mykeny) albo powstawały z cegieł łączonych zaprawą (Babilon). Mury z ciosanych kamieni łączonych zaprawą to domena epoki hellenistycznej i czasów rzymskich. Sam Rzym natomiast przez długi czas nie posiadał murów miejskich. W Europie barbarzyńskiej mury budowały plemiona celtyckie. Miały one formę drewnianego szalunku wypełnionego kamieniami i ziemią (tzw. Murus Gallicus).

### Średniowiecze
W średniowieczu mury były bardzo popularne – uważano, że każde większe miasto powinno je mieć. W zależności od warunków topograficznych mury miejskie otaczały miasto w całości lub tylko częściowo (przeszkody naturalne takie jak skały, rzeki i zbiorniki wodne zastępowały wówczas brakujące fragmenty muru). Wjazd do miasta zapewniały bramy. Często mury miejskie zwieńczone były przejściem obronnym z otworami strzeleckimi, niejednokrotnie przejścia te były zadaszone. Czasami mur zwieńczony był jedynie warstwą kamieni spadających w razie ataku na agresorów. Z czasem mury uzupełniano fosą, wieżami obronnymi (szczególnie bramy i narożniki), a nawet dodatkowym niższym murem zewnętrznym (międzymurze podzielone było wówczas murami poprzecznymi). Niekiedy przed bramą budowano specjalne konstrukcje obronne – barbakany. Także powstające pod miastem osady otaczano po pewnym czasie murami. Oprócz funkcji obronnej mury miejskie pełniły funkcje reprezentacyjne, co widoczne jest szczególnie w architekturze bram wjazdowych.

### Czasy nowożytne
Wynalezienie broni palnej pociągnęło za sobą dalsze zmiany w wyglądzie murów miejskich. W ważnych strategicznie miejscach, takich jak bramy i narożniki, budowano masywne basteje obsadzone działami. Pozostała część murów nie zapewniała jednak wystarczającej obrony przed ostrzałem artylerii. Z tego względu miasta zaczęto otaczać bastionami i sypanymi wałami ziemnymi. Umocnień tego typu nie można było tak łatwo przesunąć na zewnątrz, jak miało to miejsce w wypadku murów starego typu, niejednokrotnie rozszerzanych, a nawet budowanych na nowo. Hamowało to rozwój przestrzenny miast i przyczyniało się do zagęszczenia zabudowy wewnątrz miasta.
Większość fortyfikacji miejskich została rozebrana w XIX wieku, gdyż nie stanowiły już konkurencji dla nowoczesnej broni. A tylko utrudniały powstawanie nowych budynków. W niektórych miastach na ich miejscu zakładano parki zwane plantami (np. w Krakowie).

## Miasta z zachowanymi murami (wybór)

### Polska
- Barlinek
- Bartoszyce - Brama Lidzbarska
- Będzin
- Biała
- Biecz
- Bielsko-Biała
- Bodzentyn
- Bolesławiec
- Bolków

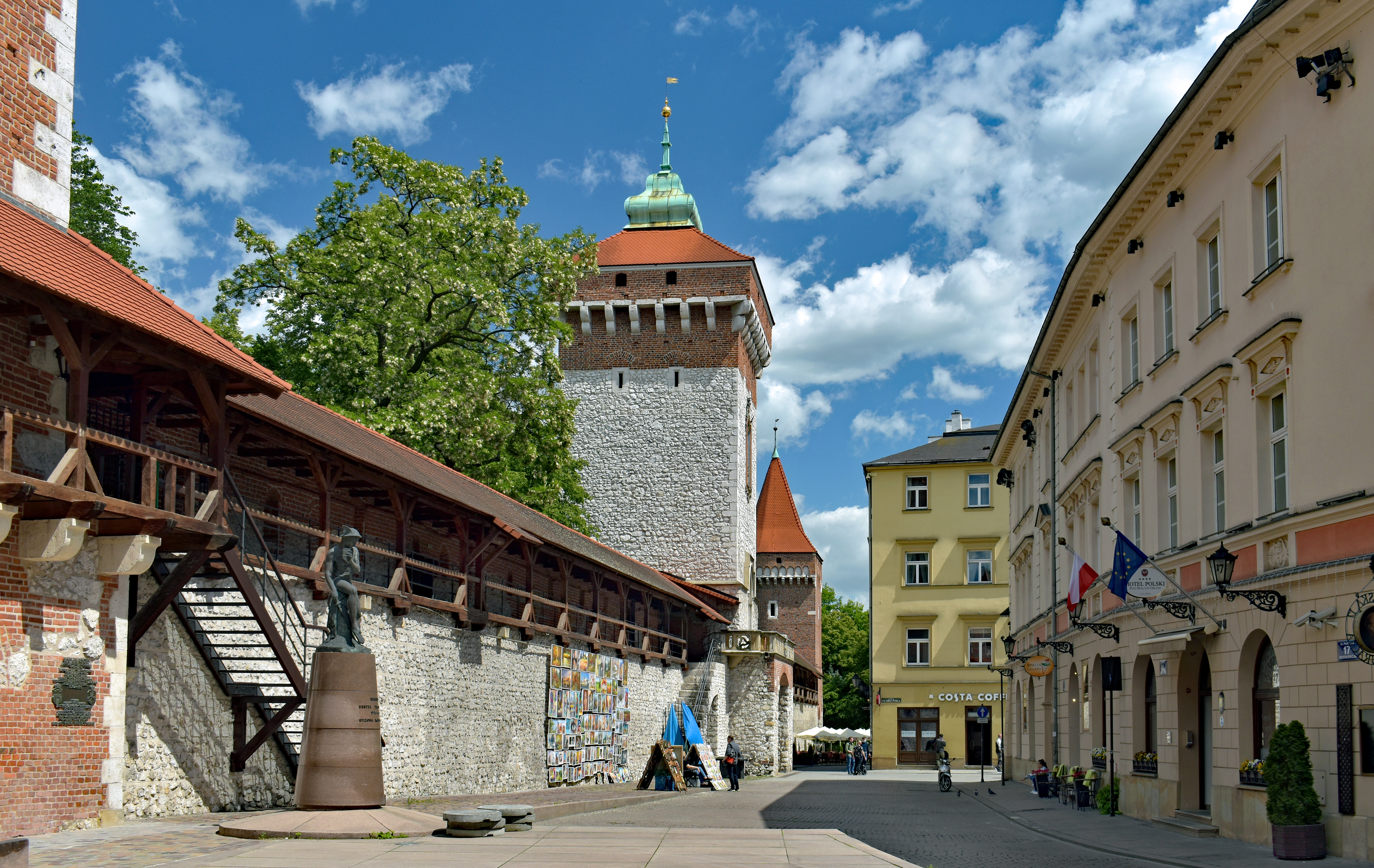
Mury miejskie w Krakowie (2020)

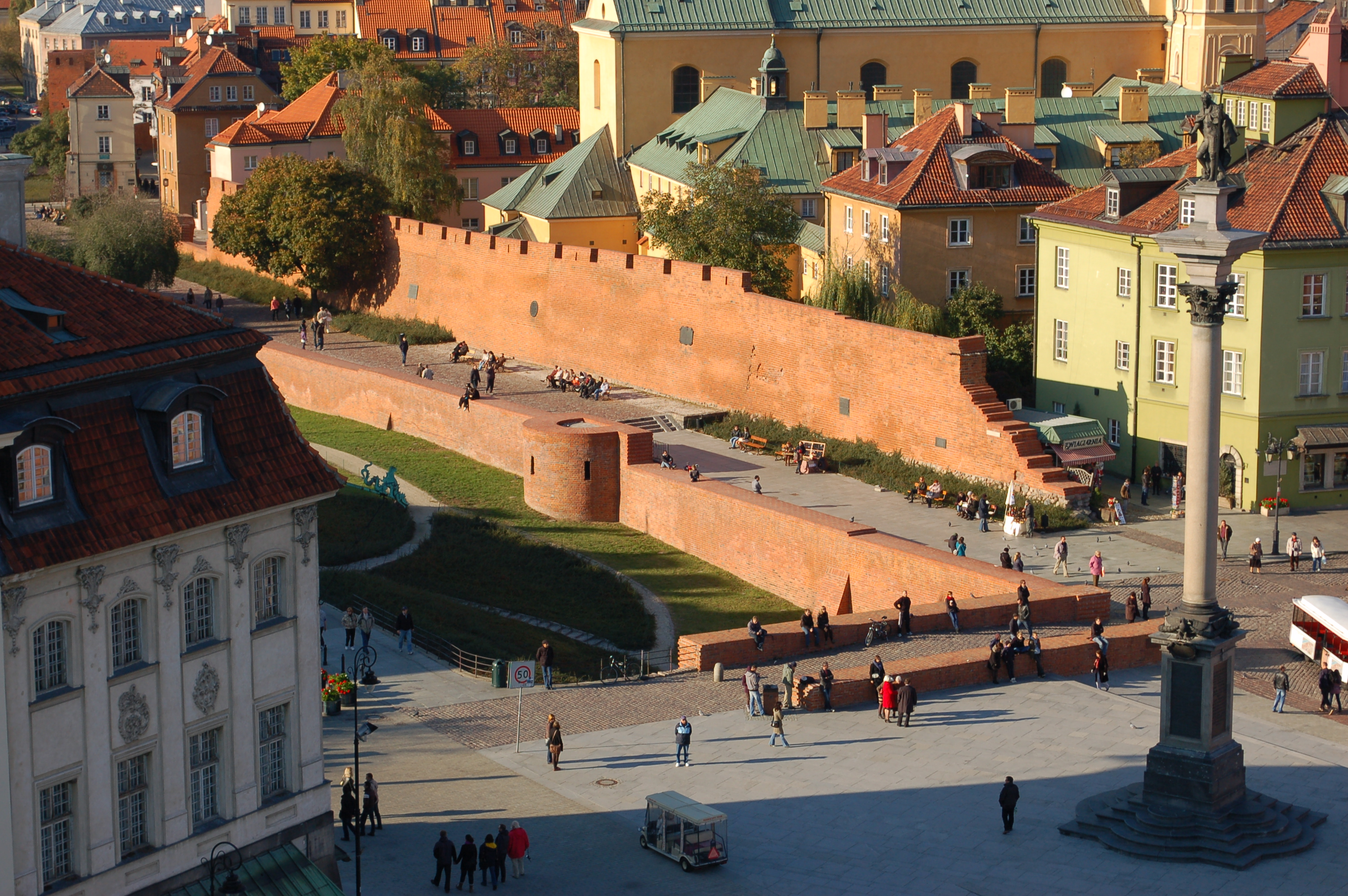
Miejskie mury obronne w Warszawie (2011)

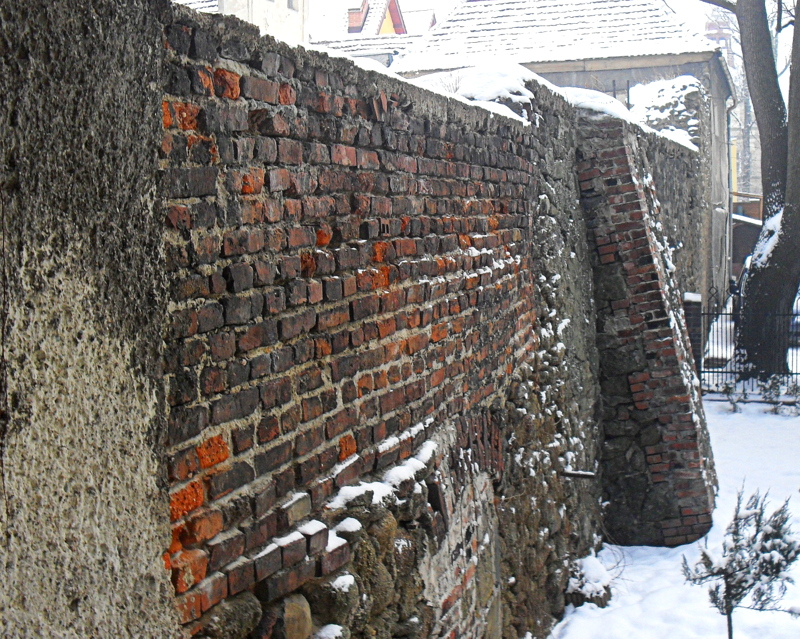
Mury miejskie w Kamiennej Górze

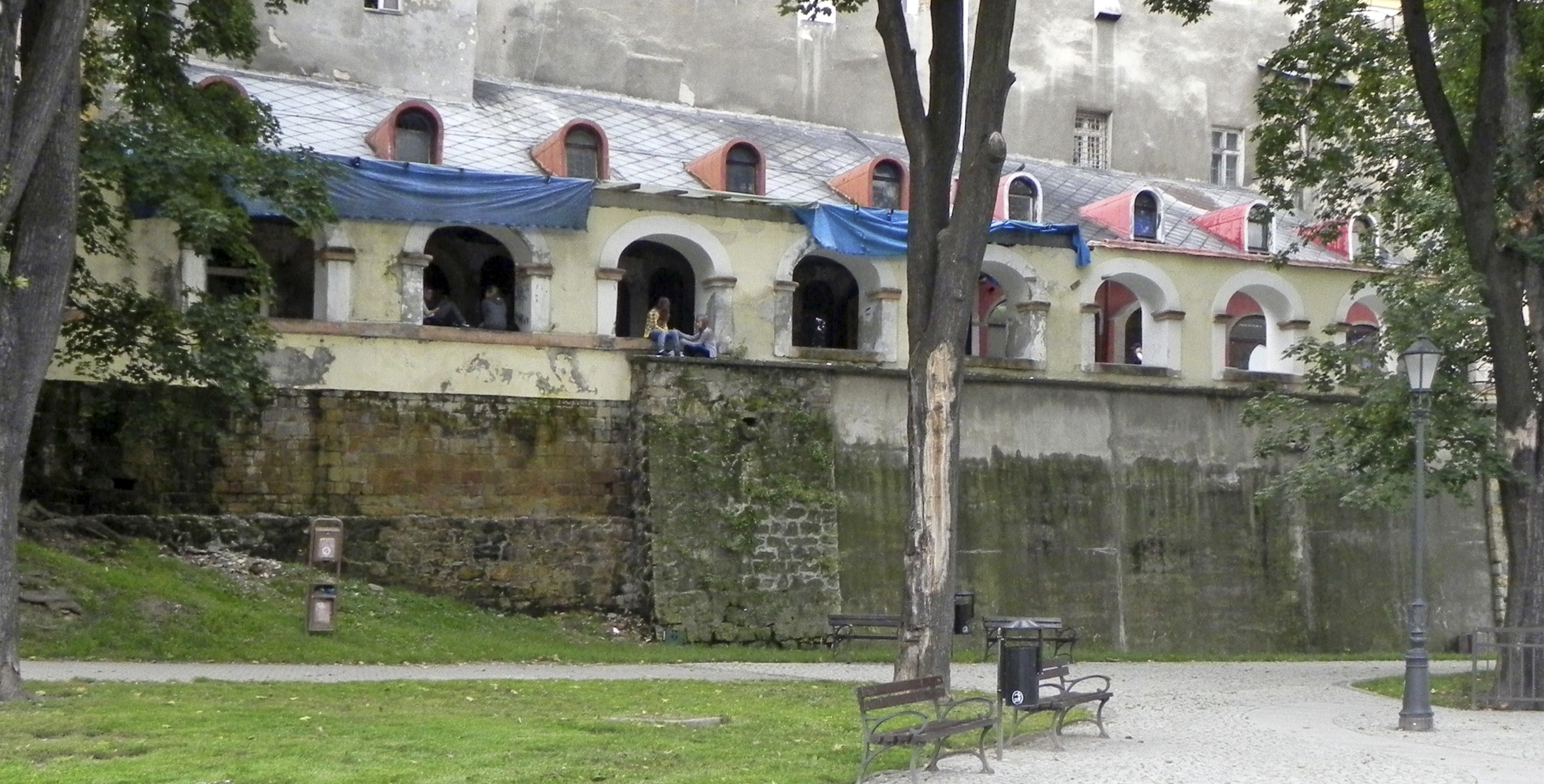
Mury miejskie w Kłodzku

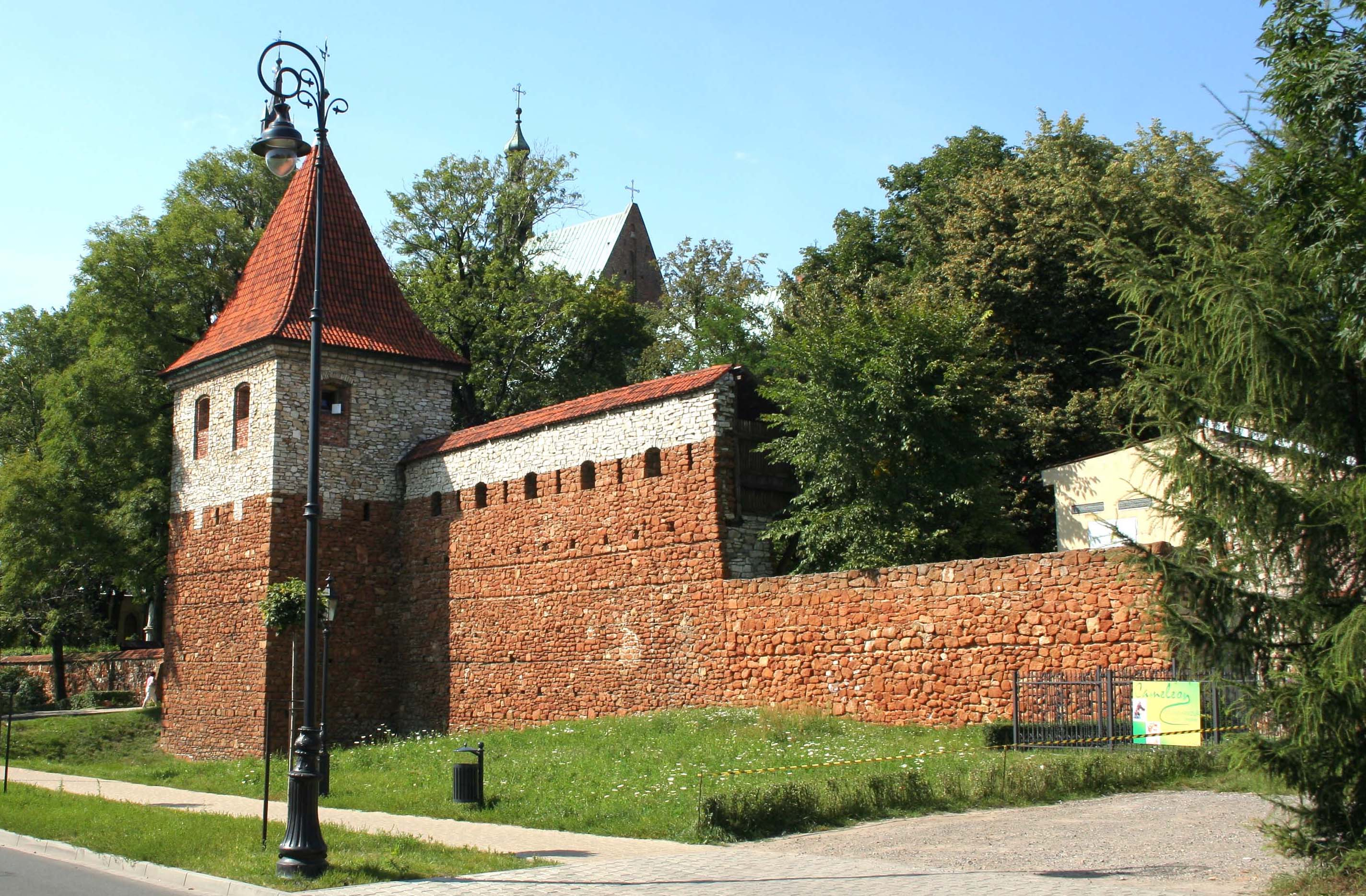
Mury w Olkuszu (rekonstrukcja)

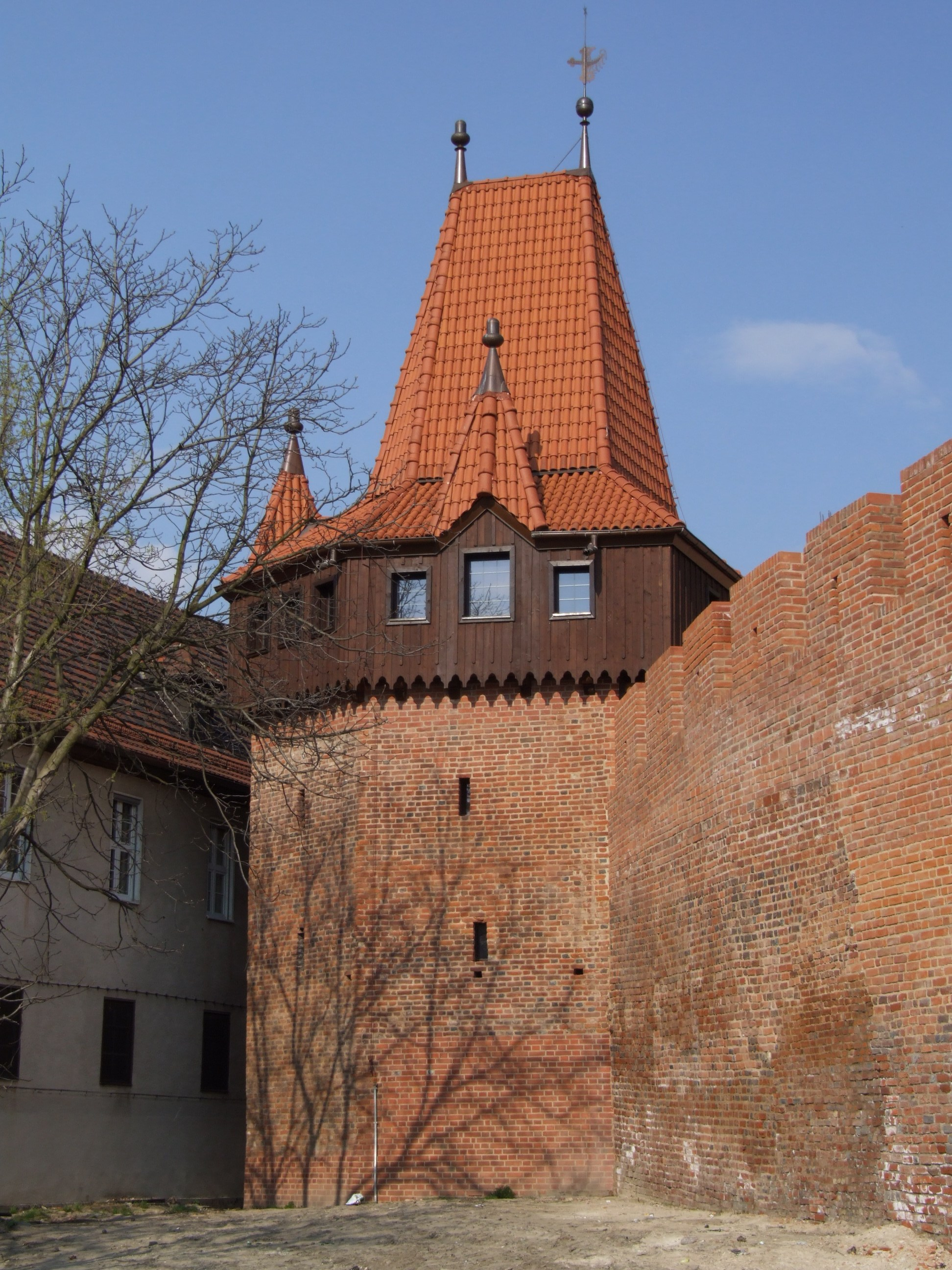
Odbudowana baszta przy murach obronnych Opola

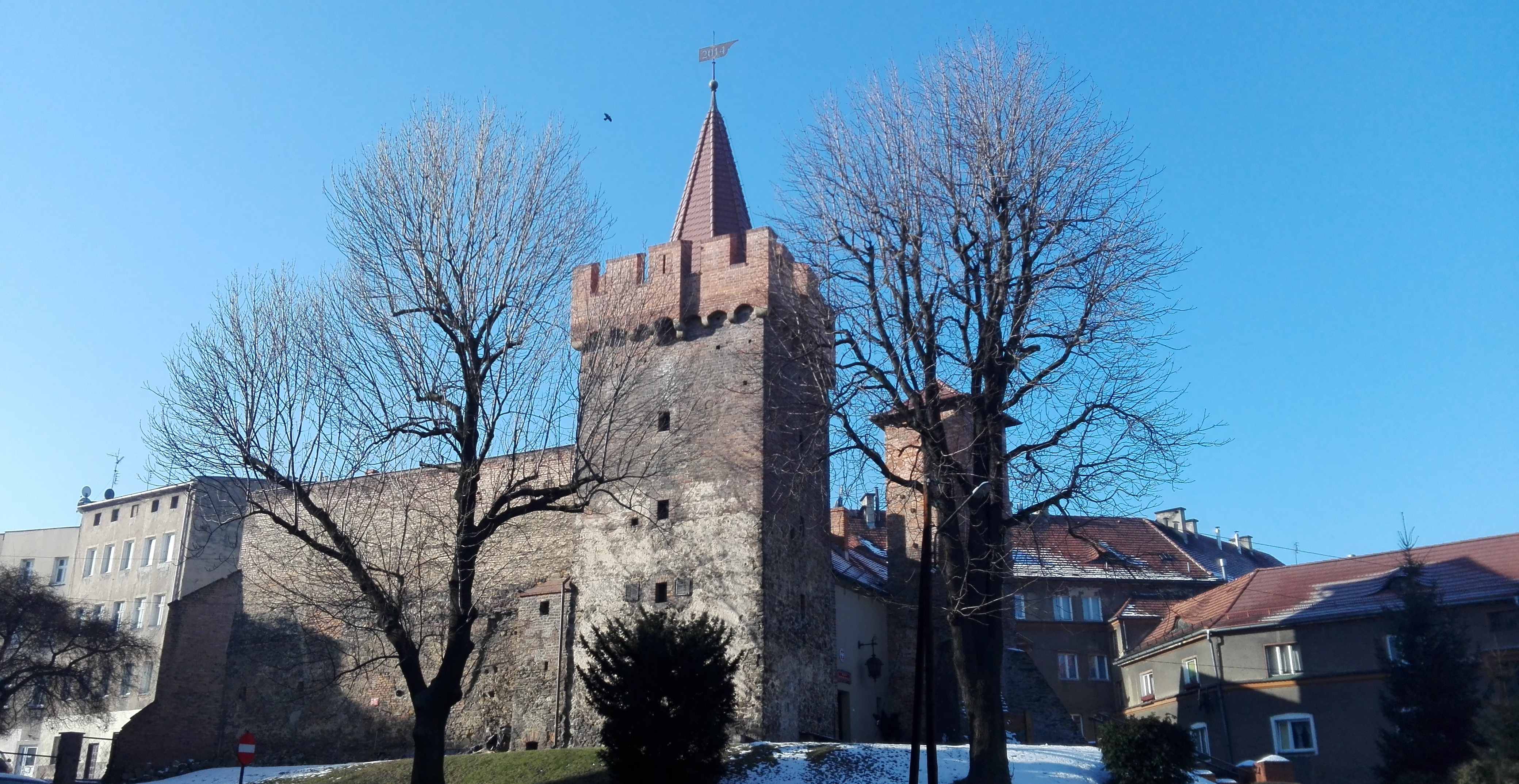
Fragment murów miejskich z dwoma basztami w Prudniku

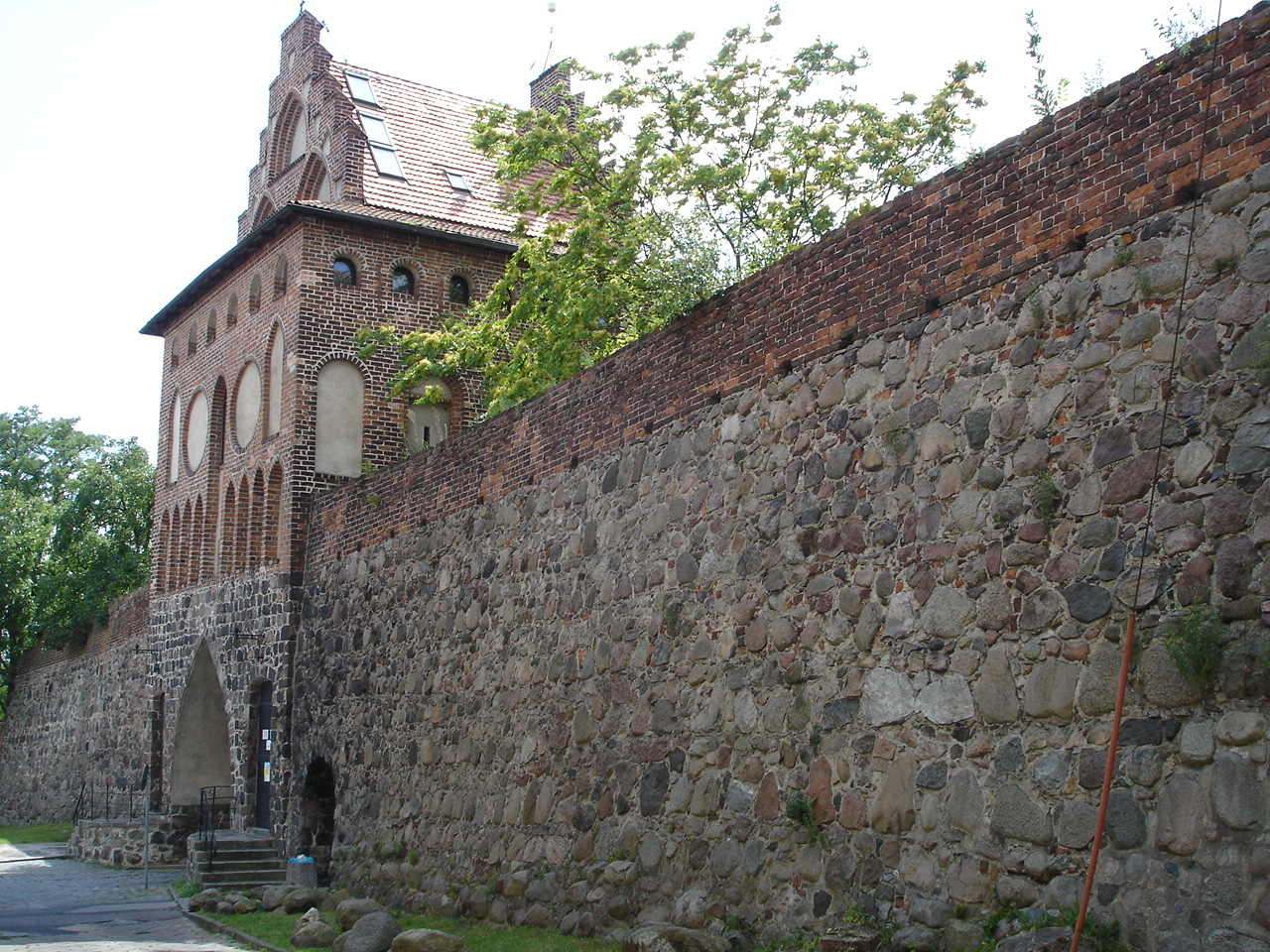
Mury obronne w Stargardzie

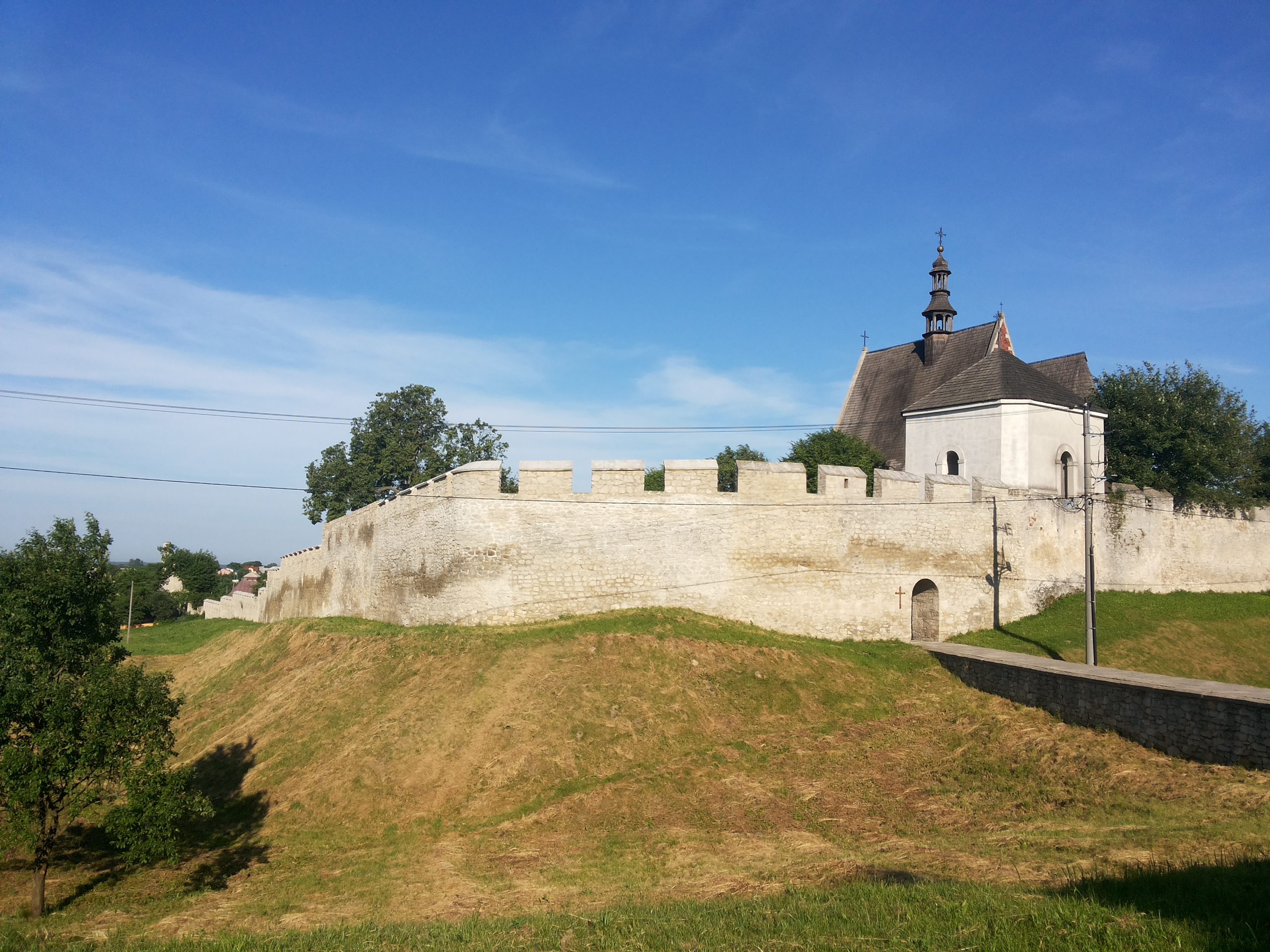
Szydłów – mury miejskie

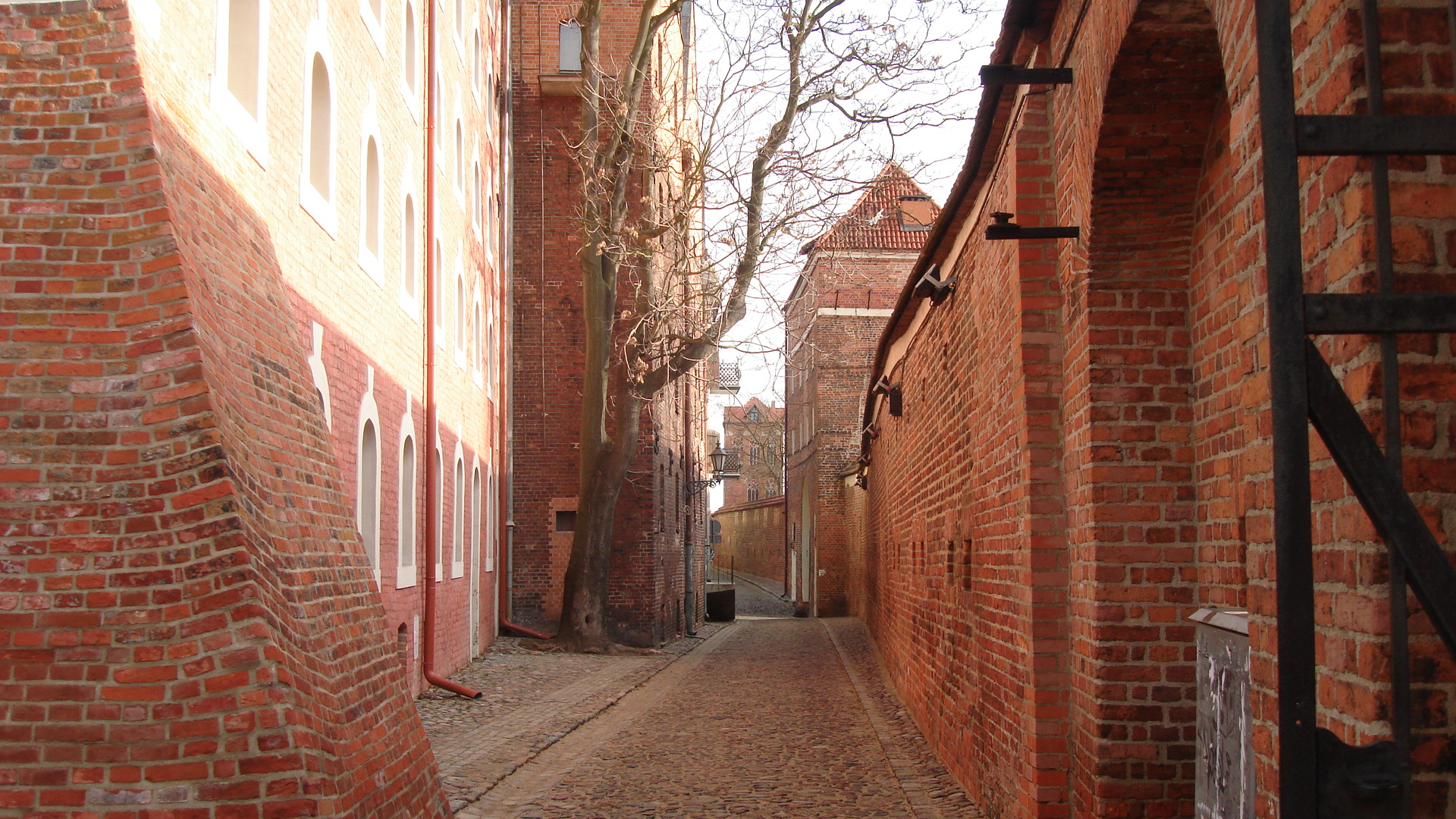
Mury miejskie Torunia

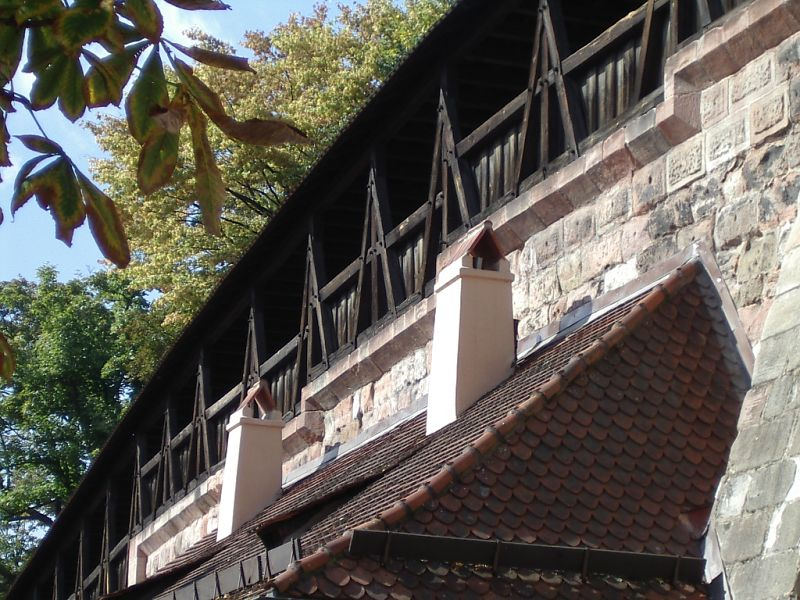
Zadaszone przejście obronne na murach miejskich Norymbergi

- Brodnica (fragmenty, Brama Chełmińska i wieża Bramy Mazurskiej)
- Byczyna (niemal pełny obwód, dwie wieże bramne i baszta)
- Bystrzyca Kłodzka
- Chełmno (pełny obwód z ponad 20 basztami i Bramą Grudziądzką)
- Chojna (mury zachowane w 50% wraz z dwoma bramami i licznymi basztami)
- Chojnice - fragmenty murów z Bramą Człuchowską i 5 basztami
- Dzierżoniów
- Gdańsk (fragmenty z basztami i bramami)
- Gliwice
- Głogów
- Głogówek (niewielkie fragmenty)
- Gniew (odcinki pd.-zach. i pn.-zach. z basztami w niepełnej wysokości)
- Goleniów
- Golub-Dobrzyń (znaczne fragmenty z basztami)
- Gorzów Wielkopolski
- Grodków
- Grudziądz
- Iława
- Inowrocław (dwa niewielkie fragmenty)
- Jasło (fragment)
- Jawor
- Kalisz
- Kłodzko
- Kamienna Góra
- Kamień Krajeński
- Kożuchów
- Krapkowice
- Kraków (fragment odcinka północnego z Bramą Floriańską i basztami)
- Lębork
- Lidzbark Warmiński - przedbramie Bramy Wysokiej
- Lubań
- Lubin
- Lublin - fragmenty murów, Brama Krakowska, Brama Grodzka, Baszta tzw. Gotycka
- Lwówek Śląski (podwójny pierścień murów obronnych zachowany prawie w całości, dwie baszty, niemal 20 bastei i Bastion Archonattiego)
- Łęczyca
- Malbork - Brama Mariacka
- Mieszkowice
- Niemodlin
- Nysa (niewielkie fragmenty)
- Oleśnica
- Olkusz (niewielki fragment wraz z basztą, odbudowaną w ostatnich latach)
- Olsztyn (fragmenty murów miejskich z Bramą Wysoką (Górna Brama) z XIV w.)
- Opoczno (niewielki fragment)
- Opole (niewielki fragment wraz z basztą, odbudowaną w ostatnich latach)
- Ośno Lubuskie (mury zachowane w pełnym obwodzie, z kilkoma basztami; bramy wyburzone w XIX w.)
- Paczków (mury zachowane w pełnym obwodzie, z kilkoma basztami)
- Pasłęk
- Płock (niewielki fragment)
- Pułtusk (baszta)
- Poznań
- Prudnik (niewielki fragment i dwie baszty)
- Pyrzyce
- Racibórz
- Radom
- Rzeszów (fragment)
- Sandomierz
- Starogard Gdański
- Stargard
- Strzegom
- Strzelce Krajeńskie
- Sulechów
- Szydłów
- Świdnica
- Świebodzice
- Świecie (zachowany odcinek długości ok. 200 m z kilkoma basztami)
- Środa Śląska
- Tarnów (fragmenty i basteja)
- Toruń (znaczne odcinki o łącznej długości ok. 1 km, głównie od strony Wisły i wzdłuż ul. Podmurnej, trzy bramy i dziewięć baszt, w tym Krzywa Wieża)
- Trzebiatów (fragmenty i baszta)
- Warszawa (fragmenty murów zostały wydobyte z gruzów, częściowo zrekonstruowane i odsłonięte po wojnie)
- Wolin
- Wrocław (niewielkie fragmenty i baszta)
- Wschowa
- Ziębice[1]
- Złotoryja

### Europa

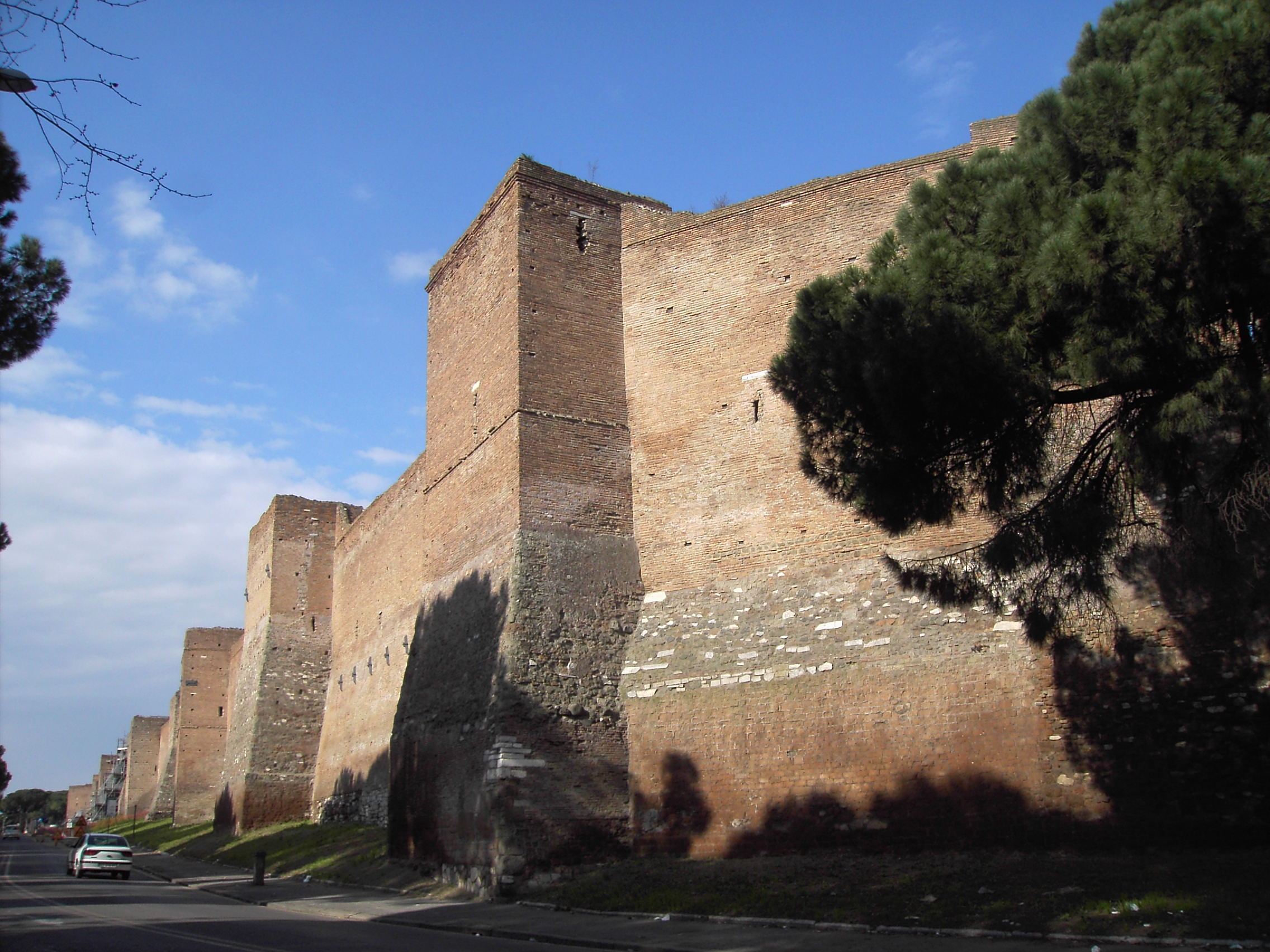
Mur Aureliana w Rzymie (2006)

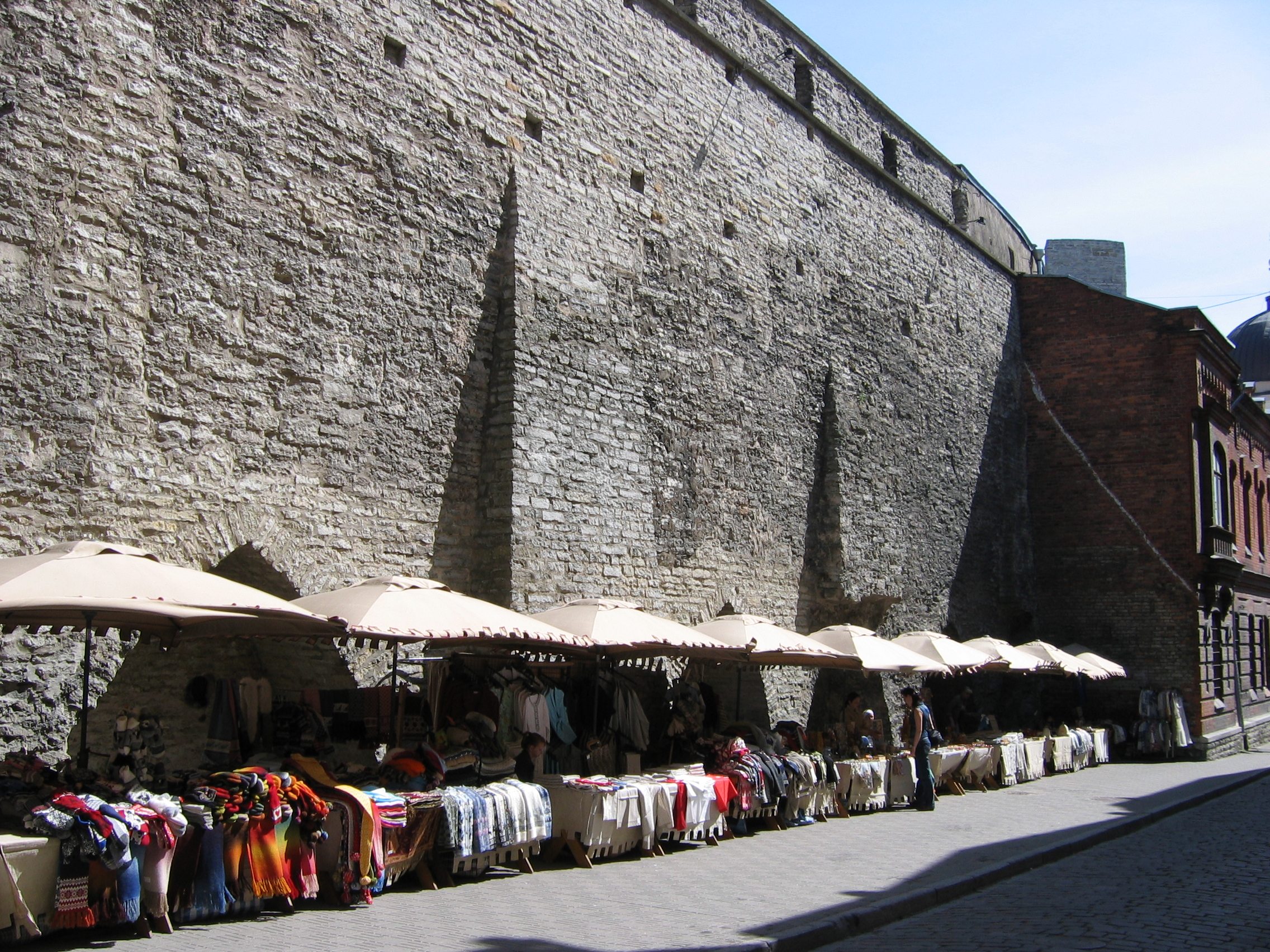
Mury miejskie w Tallinnie (2007)

- Aigues-Mortes (Francja)
- Awinion (Francja)
- Ávila (Hiszpania)
- Bardejów (Słowacja)
- Bazylea (Szwajcaria)
- Bellinzona (Szwajcaria)
- Carcassonne (Francja)
- Chester (Wielka Brytania)
- Cittadella (Włochy)
- Dubrownik (Chorwacja)

- Fryburg (Szwajcaria)
- Kolonia (Niemcy)
- Kotor (Czarnogóra)
- Lewocza (Słowacja)
- Lukka (Włochy)
- Montagnana (Włochy)
- Norymberga (Niemcy)
- Provins (Francja)
- Quedlinburg (Niemcy)
- Rothenburg ob der Tauber (Niemcy)
- Saint-Malo (Francja)
- Stambuł (Turcja)
- Tallinn (Estonia)
- Toledo (Hiszpania)
- Visby (Szwecja)
- Wilno (Litwa)
- York (Wielka Brytania)

### Ameryka

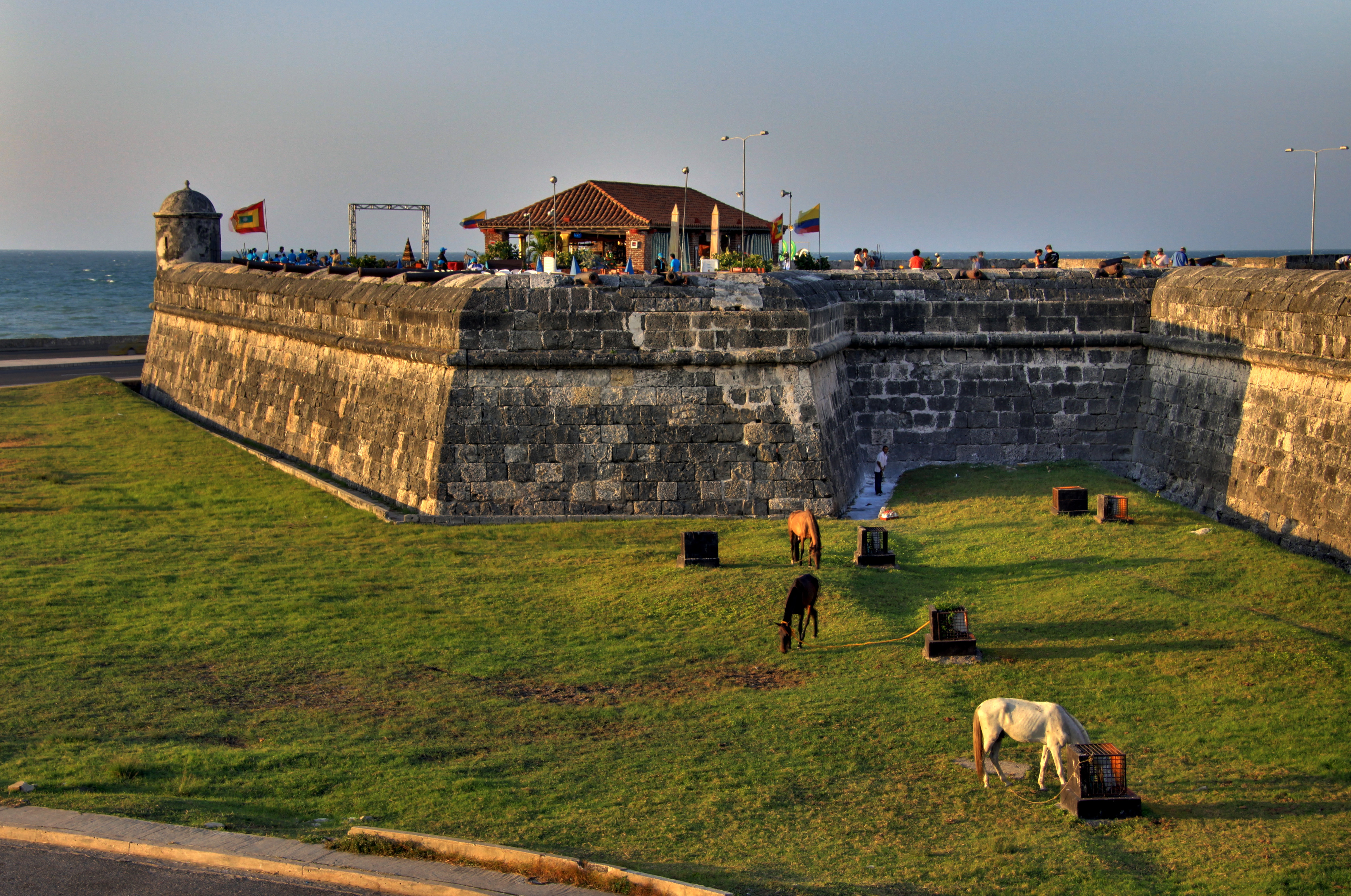
Mury San Felipe de Barajas, Cartagena de Indias, Kolumbia.

- Cartagena de Indias (Kolumbia)
- Québec (Kanada)

### Świat
- Akka (Izrael)
- Fez (Maroko)
- Hebron (Autonomia Palestyńska)
- Jerozolima (Izrael)
- Marrakesz (Maroko)
- Xi’an (Chiny)